# 어은초등학교
어은초등학교는 대한민국 충청남도 태안군 태안읍 진벌로 434-41 (어은리)에 있었던 초등학교이다.

## 연혁
- 1927년 4월 1일 어은한문사숙 설립
- 1932년 4월 10일 어은학술강습소 인가
- 1947년 4월 1일 태안공립국민학교 어은분실 인가
- 1948년 9월 30일 태안국민학교 어은분교장 승격
- 1960년 4월 11일 어은국민학교로 승격
- 1983년 12월 17일 병설유치원 인가
- 1996년 3월 1일 어은초등학교로 개칭
- 2004년 3월 1일 폐교